# 林資惠
林資惠（1981年11月5日—），台灣女子健力運動員，曾於2004年與2008年的帕運女子健力項目獲得金牌，並於之後的2012年及2016年獲得帕運銅牌，同時為2016年里約帕運中華台北代表團之舉旗手。
於2014年，創下129公斤的世界紀錄。

## 生平
林資惠出生於雲林縣崙背鄉，9個月大時罹患小兒麻痺導致雙腳不良於行，4歲到7歲時前往台北接受治療，之後回到雲林讀一般國小，因父母皆為豬肉攤販忙於工作故將她送到位於彰化縣二林鎮、由傳教士瑪喜樂創辦的喜樂保育院；後就讀彰化仁愛實驗中學期間結識與她同樣殘疾的健力選手林亞璇而開始健力訓練，並於1998年開始在世界健力體育賽事中展露頭角，至2016年時已參加過30場世界級比賽，拿過32面金牌。
她被稱為「台灣健力傳奇」，至2024年，已六度出征帕拉林匹克運動會。

## 荣誉

### 中华民国勋章奖章
- 五等景星勋章（2004年10月8日于台北总统府颁授[9]）
- 四等景星勋章（2008年9月19日于台北总统府颁授[10]）

### 其他
- 建國科技大學卓越成就獎
- 2016年總統教育獎